# (110026) Hamill
(110026) Hamill est un astéroïde de la ceinture principale.

## Description
(110026) Hamill est un astéroïde de la ceinture principale. Il fut découvert le 17 septembre 2001 à Goodricke-Pigott par Roy A. Tucker. Il présente une orbite caractérisée par un demi-grand axe de 3,05 UA, une excentricité de 0,05 et une inclinaison de 4,1° par rapport à l'écliptique.